# Castell de Ciutadilla
El castell de Ciutadilla és un edifici de Ciutadilla (Urgell) declarat bé cultural d'interès nacional. És una antiga fortalesa medieval del segle xi amb elements posteriors romànics i gòtics, transformada al segle xvi en palau renaixentista i que va subsistir fins al 1835.

## Història
La suposada primera referència escrita n'és del 30 de setembre del 1029, quan una sentència arbitral parla de les muralles del castell i diu que el senyor jurisdiccional és Guerau de Guimerà, però es tracta d'una mala datació d'un document de l'any 1429. El 1061, ja sí es documenta un acord entre els esposos Guillem Ramon de Camarasa i Arsenda amb Bernat d'Oluja en el qual s'estableix que aquest rebria els castells de Guimerà i Ciutadilla amb la meitat dels delmes. Bernat d'Oluja prometé als esposos que els seria home propi i els feu jurament de fidelitat. El 1165, es torna a mencionar el castro de Ciutadilla en el testament del castlà Bernat d'Oluja, descendent de l'anterior i feudatari de Guillem de Cervera.
En el segle xiii (1265-98), tenim informació de topades violentes entre els habitants del castell de Ciutadilla i els del castell de Nalec pels drets d'ús de les aigües del riu Corb. L'any 1358, Gispert de Guimerà consta com a senyor de Ciutadilla. El seu fill i successor en la senyoria, Gispertó, el trobem en els fogatjaments dels anys 1365-70, en què es deia que Ciutadilla, que era inclosa en la vegueria de Montblanc, tenia 100 focs.
El 1462, Guerau de Guimerà, esclatada la Guerra de la Generalitat contra el rei Joan II, va ser declarat per la Diputació enemic del Principat i fou donada l'ordre que li fossin confiscats els béns. L'historiador S. Sobrequés refereix que en el setge de la Força Vella de Girona, el 1462, hi havia entre els assetjats un Jasper de Guimerà i de Relat i el seu fill Francesc Benet de Guimerà. Per tant, podem concloure que la família militava en el partit joanista.
Al segle xvi, Gispert de Guimerà converteix l'antic castell militar en un magnífic palau renaixentista, aixecant a més la torre mestra, que dona caràcter al castell i al poble. Ramon de Guimerà, senyor de Ciutadilla, esdevingué el 1640 plenipotenciari de la Diputació General de Catalunya, per concertar un ajut militar amb França per tal de fer front a Castella.
Els Guimerà senyorejaren Ciutadilla i el seu terme fins a finals del segle xvii. El seu llinatge es fusionà per matrimoni amb els Meca, barons de Castellar del Vallès. L'any 1702, es creà el títol de marquès de Ciutadilla que passà als Cortés d'Andrada, als Sentmenat i actualment, a la família Sagnier.

## Arquitectura

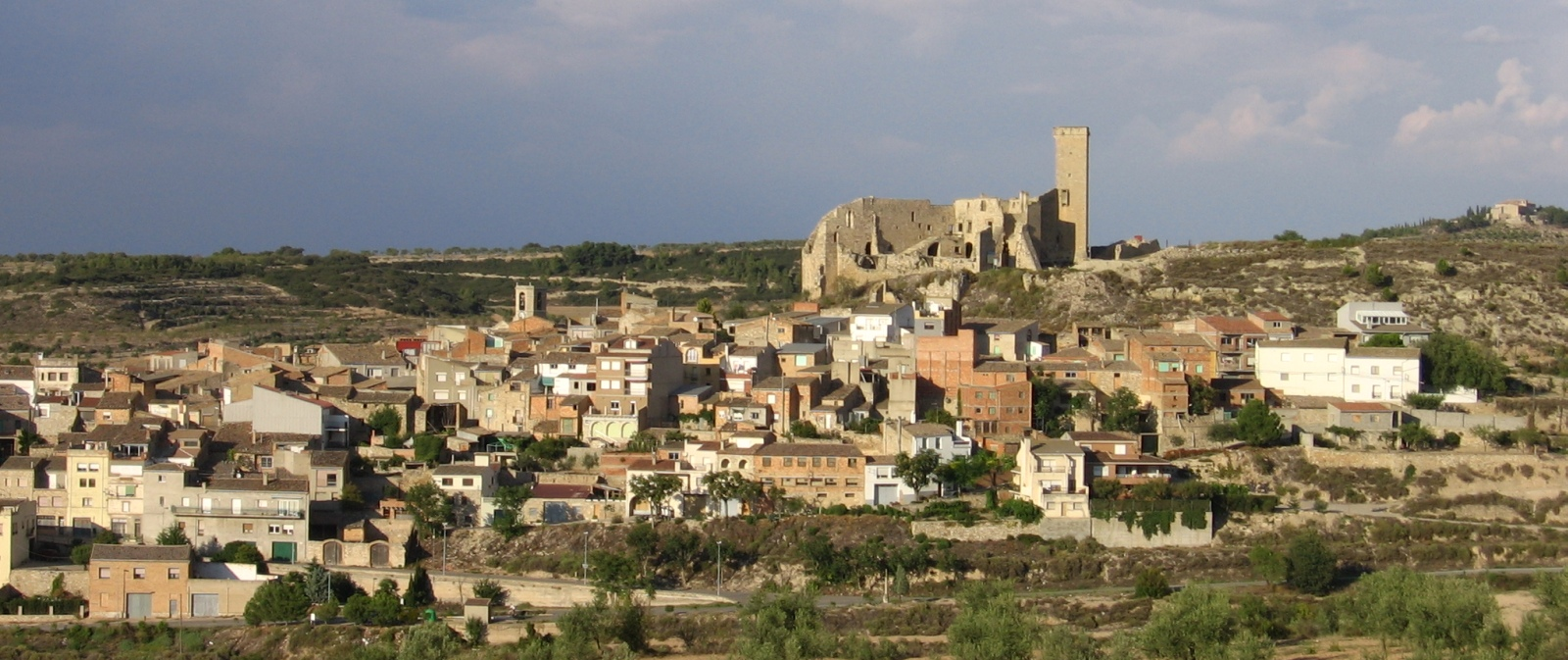
El castell i el poble de Ciutadilla

Dipositats en diferents nivells en el cim d'un turó al costat de la vila, el castell, tot i haver estat profundament reformat el segle xvi, mantingué a l'exterior l'originària estructura de fortalesa i bona part dels seus paraments i àmbits interiors responen a empremtes constructives medievals. Posseïa un doble recinte emmurallat, més tosc l'exterior, davant del fossat, i de carreuada grossa l'interior, amb espitlleres a la part baixa i amples obertures amb llinda i trencaaigües, avui tapiades, encimbellades per merlets al coronament, que correspondria a la reforma cinccentista aixecada sobre els nivells inferiors d'època medieval. També segueix aquest esquema l'única de les torres conservades, de l'homenatge, que enlaira, sobre fonaments antics, els seus cossos superiors amb obertures motllurades
La fortalesa conforma un recinte quadrangular amb edificacions disposades al voltant d'un pati trapezoïdal, que manifesten igualment les diferents fases de construcció. Així, malgrat l'estat ruïnós, hom pot suposar que les dependències senyorials es disposaven a l'ala dreta del pati, mentre que a l'esquerra hi havia magatzems i dependències militars. Destaquen, a l'àrea noble, el Saló, amb grans arcs rebaixats que sostenien una coberta, avui perduda, i l'antiga capella amb volta nervada. L'escala noble, a un costat del pati d'armes, dona accés a les estances situades al pis principal, amb entrades decorades per calats. Una fotografia del 1943 permet encara percebre el bon disseny d'aquest accés, conformat per una escalinata amb arcs rampants sobre columnes toscanes i balustrada que donava a un replà amb galeria d'arcs de mig punt i també sobre columnes, al final de la qual s'obria una porta amb emmarcament de pilastres i frontó. Aquesta part lamentablement perduda de fa pocs anys, és la més característica del grup d'actuacions que a finals del segle xvi (c. 1582) dotaren d'aspecte residencial l'edifici. De fet, si bé les reformes se succeïren al castell al llarg de la baixa Edat Mitjana, les intervencions cinccentistes, tot i que només foren parcials, resulten especialment significatives. Primerament perquè determinaren la convivència, amb caràcter ornamental, d'elements de la gramàtica clàssica amb d'altres enclosos encara dins la tradició goticitzant. D'altra banda, les actuacions renaixentistes del castell de Ciutadilla s'han d'interpretar en un context més ampli de reformes efectuades en altres castells lleidatans (Arbeca, Albi, Puiggròs, Bellpuig...) durant el segle xvi que potser foren necessàries a causa dels desperfectes causats per la guerra civil del segle xv, i que tendiren a dotar de caràcter palatí les velles construccions que no perderen, però, la seva funció militar originària

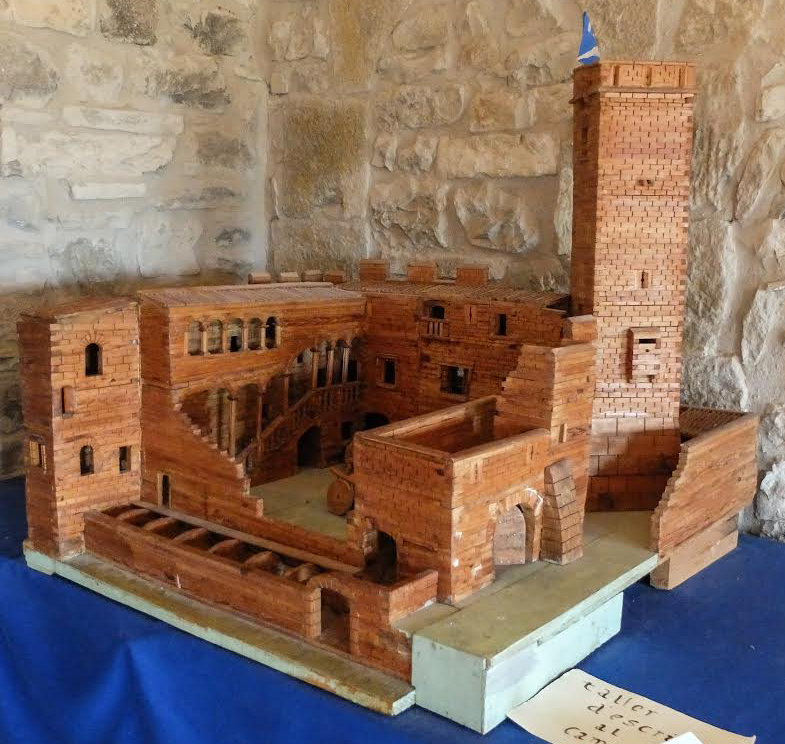
Maqueta del Castell de Ciutadilla

El 1702, a l'entorn del castell fou creat el marquesat de Ciutadilla que l'any 1971 pertanyia a la família Sagnier. El castell fou abandonat el 1908, encetant-se aleshores un període de lenta devastació fins fa uns anys en què s'intentà la seva recuperació.
A la dreta del portal d'entrada al castell, s'aixeca una magnífica torre mestra quadrangular de set plantes, amb matacà i finestral renaixentista les superiors, que encara avui dia són exponent, amb les restes que queden en peu, del que fou aquest magnífic castell. El pati interior de forma trapezoïdal té, en la seva banda nord, una gran escala que fins a inicis de segle disposava d'una galeria superior amb una magnífica columnata. Abandonat a les inclemències del temps, el 1908, comença a enderrocar-se una part de l'edifici per anar cedint de mica en mica la majoria dels elements arquitectònics, ajudat pel vandalisme. A principis del segle xxi, començaren les obres d'una mínima restauració per aturar-ne la total degradació.

## Senyoriu de Ciutadilla
| Núm. | Nom                                        | Inici               | Fi                   | Observacions |
| ---- | ------------------------------------------ | ------------------- | -------------------- | --- |
|      | FAMÍLIA DELS OLUJA                         |                     |                      | |
| 1.   | Pere Bernat d’Oluja                        | 24/04/1061          | ?                    | Convinença amb els senyors eminents Guillem Ramon de Camarasa i la seva muller Arsenda. |
|      | ?                                          | ?                   |                      | |
|      | Bernat d’Oluja                             | ?                   | Testament agost 1165 | |
|      | Pere d’Oluja                               | després agost 1165  | ?                    | Germà de l’anterior. |
|      | ?                                          | ?                   |                      | |
|      | FAMÍLIA DELS GUIMERÀ                       |                     |                      | (branca dels Oluja) |
| 1.   | Guillem (I) de Guimerà                     | ?                   | testament 15/10/1239 | |
| 2.   | Guillem (II) de Guimerà                    | després 15/10/1239  | poc després          | Fill de l’anterior |
| 3.   | Bernat (I) de Guimerà                      | ?                   | donació 1294         | Germà de l’anterior |
| 4.   | Gispert (I) de Guimerà                     | 1294                | ?                    | Fill de l’anterior |
| 5.   | Bernat (II) de Guimerà                     | ?                   | testament 29/04/1323 | Possible germà de l’anterior, qui potser morí prematurament. |
| 6.   | Gispert (II) de Guimerà i d’Abella         | esmentat 30/06/1346 | abans 1358           | Fill de Gispert (I). |
| 7.   | Guillem (III) de Guimerà i d’Abella        | abans 1358          | vers 1372            | Germà de l’anterior i tutor del seu nebot Gispert (III). Fou regent del Gran Priorat de Catalunya de l’orde de l’Hospital de Sant Joan de Jerusalem (1372-1396) |
| 8.   | Gispert (III) de Guimerà i de Boixadors    | vers 1372           | 02/03/1409           | Fill de Gispert (II). Casat el 1372 amb Isabel de Relat, hereva del senyor de Castelldefels, Gispert li donà en dot el castell de Ciutadilla (1372-1394), cosa que també féu en les seves segones noces amb Angelina de Castre sense tenir en compta els hereus precedents.                                |
| 9.   | Guerau de Guimerà i de Castre              | 02/03/1409          | 16/10/1434           | Fill de Gispert (III) i de la seva segona muller Angelina de Castre, tutora del fill a la mort d’ell. En litigi amb els hereus del primer matrimoni del seu pare, perd el senyoriu per sentència reial. |
| 10.  | Gispert (IV) de Relat i Guimerà            | 16/10/1434          | després 30/06/1450   | Senyor de Castelldefels (1410-1427), era fill de Bernat de Relat i Guimerà, senyor de Castelldefels (1394-1410) i fill de Gispert (III) i d’Isabel de Relat, senyora de Ciutadilla (1372-1394) i de Castelldefels (1390-1394). Recuperat el senyoriu de Ciutadilla, una nova sentència se’l va arrabassar. |
| 11.  | Bernat (III) de Guimerà i de Cardona       | després 30/06/1450  | testament 24/03/1489 | Fill de Guerau de Guimerà. Enfrontat amb el rei Joan II, el senyoriu fou donat el 16/09/1462 a l’hereu de Gispert (IV), Francesc Benet, però el litigi continuà fins que Bernat (III) i la seva germana donaren els seus drets a aquest anterior.                                                          |
| 12.  | Francesc Benet de Guimerà                  | vers 1490           | testament 14/11/1508 | Fill de Gispert (IV) |
| 13.  | Bartomeu de Guimerà i de Requesens         | després 14/11/1508  | vers 1534            | Possible germà de l’anterior. Senyor de Llorac i tutor dels seus fills declarats hereus per Francesc Benet. |
| 14.  | Gispert (V) de Guimerà i de Margarit       | vers 1534           | 28/08/1582           | Tercer fill de l’anterior, heretà els drets del seu germà Lluís declarat hereu de Ciutadilla que sembla que morí jove. |
| 15.  | Bernat (IV) de Guimerà                     | 28/08/1582          | abans 17/03/1601     | Fill legitimat de l’anterior. |
| 16.  | Ramon de Guimerà i de Tamarit              | abans 17/03/1601    | 17/10/1653           | Fill de l’anterior. |
| 17.  | Gispert (VI) de Guimerà                    | 17/10/1653          | 15/04/1657           | Fill de l’anterior. |
| 18.  | Jacinta de Guimerà                         | 15/04/1657          | vers 1665            | Tia de l’anterior, germana de Ramon. |
|      | FAMÍLIA DELS CARDONA-ROCABERTÍ             |                     |                      | (branca dels barons de Sant Mori) |
| 1.   | Maurici de Cardona-Rocabertí i de Guimerà  | vers 1665           | 1673/1674            | Fill de l’anterior. |
| 2.   | Elisabet de Cardona-Rocabertí i de Guimerà | 1673/1674           | 04/12/1724           | Germana de l’anterior. Casada amb Josep de Meca-Caçador i de Cartellà, qui fou fet marquès de Ciutadilla el 1702. La seva successió del senyoriu continua entre els titulars del marquesat, descendents seus.                                                                                              |

Durant un temps, es documenta un nivell feudal superior sobre el castell de Ciutadilla, del que tenim limitada informació. Aquests serien els senyors eminents de Ciutadilla que es trobarien per sobre dels senyors directes que hem vist amunt (que inicialment desenvoluparien el paper de castlans):
| Núm. | Nom                                 | Inici                   | Fi | Observacions                                 |
| ---- | ----------------------------------- | ----------------------- | -- | -------------------------------------------- |
|      | FAMÍLIA DELS CAMARASA               |                         |    |                                              |
|      | Guillem Ramon de Camarasa           | esmentat 24/04/1061     |    | apareix al costat de la seva muller Arsenda. |
|      | FAMÍLIA DELS ANGLESOLA              |                         |    |                                              |
|      | Berenguer Arnau d’Anglesola         | esmentat vers 1137      |    | possible senyor                              |
|      | FAMÍLIA DELS CERVERA-CERVELLÓ       |                         |    |                                              |
|      | Arnau de Cervera Guillem de Cervera | esmentats agost 1165    |    |                                              |
|      | Guillem de Cervera                  | esmentat 1220           |    | possible senyor                              |
|      |                                     | vers mitjans segle xiii |    | desaparició de la figura del senyor eminent  |